# Coloni FC188
Der Coloni FC188 war ein Formel-1-Rennwagen des italienischen Motorsportteams Coloni, der in der Formel-1-Weltmeisterschaft 1988 eingesetzt wurde. Eine überarbeitete Version namens Coloni FC188B fand bis zum Juli 1989 Verwendung. Der FC188 und der FC188B waren die einzigen Autos, mit denen Coloni Zielankünfte in Formel-1-Rennen erreichen konnte. Weltmeisterschaftspunkte wurden dabei nicht erzielt.

## Die Technik
Der Coloni FC188 war eine leicht überarbeitete Version des FC187. Zu den wesentlichsten Veränderungen gehörte ein um 20 mm verlängerter Radstand, eine überarbeitete Aufhängungsgeometrie sowie neue, kleinere Kühler, deren Anordnung modifiziert worden war. Die Karosserie wurde unverändert übernommen; nur die Motorabdeckung war neu gestaltet worden. Eine Airbox gab es weiterhin nicht. Im Laufe des Sommers überarbeitete Coloni schließlich noch einmal die Front- und Heckflügel sowie den Unterboden. Der Antrieb erfolgte wie im Vorjahr durch einen Cosworth-Motor vom Typ DFZ, der bei weiterhin bei Novamotor vorbereitet wurde. Er gab etwa 585 PS ab und war damit das schwächste Triebwerk des Starterfelds 1988. Der Wagen war sehr schwer; Gabriele Tarquini behauptete später, er habe das Minimalgewicht um mehr als 70 kg überschritten.
Insgesamt entstanden drei Fahrzeuge vom Typ FC188. Das erste Auto war der 1987 vorgestellte FC187, der im Winter 1987/88 die dargestellten Veränderungen erfahren hatte und nun die Bezeichnung FC188 erhielt. Das zweite Fahrzeug wurde vor dem Großen Preis von Kanada fertiggestellt, dort aber noch nicht eingesetzt. Es war etwa 10 Kilogramm leichter als das erste Exemplar. Ein drittes Fahrzeug wurde schließlich beim Großen Preis von Ungarn im Spätsommer 1988 in Betrieb genommen.

## Die Renneinsätze
Der gelb lackierte Coloni FC188 wurde 1988 zu elf Großen Preisen gemeldet. Fahrer war jeweils Gabriele Tarquini. Er konnte sich mit dem Auto zu sieben Rennen qualifizieren, wohingegen er viermal in Folge bereits an der Vorqualifikation scheiterte. Bester Startplatz war Position 17 beim Großen Preis von San Marino. Viermal schied Tarquini vor Rennende aus, dreimal kam er mit dem FC188 ins Ziel. Das beste Ergebnis erreichte er in Kanada, als er mit dem ersten FC188, der im Grunde ein umgebauter FC187 war, als Achter ins Ziel kam.
Ab dem Großen Preis von Italien wurde der FC188 durch ein überarbeitetes Modell mit der Bezeichnung FC188B ersetzt. Dabei handelte es sich nicht um neu aufgebaute Autos, sondern um die beiden jüngeren FC188-Exemplare, die nachträglich umgebaut worden waren.

## Resultate
| Fahrer               | Nr.                  | 1   | 2   | 3   | 4  | 5 | 6    | 7    | 8    | 9    | 10 | 11  | 12 | 13 | 14 | 15 | 16 | Punkte | Rang |
| -------------------- | -------------------- | --- | --- | --- | -- | - | ---- | ---- | ---- | ---- | -- | --- | -- | -- | -- | -- | -- | ------ | ---- |
| Formel-1-Saison 1988 | Formel-1-Saison 1988 |     |     |     |    |   |      |      |      |      |    |     |    |    |    |    |    | 0      | -    |
| G. Tarquini          | 31                   | DNF | DNF | DNF | 14 | 8 | DNPQ | DNPQ | DNPQ | DNPQ | 13 | DNF |    |    |    |    |    | 0      | -    |

| Legende  | Legende            | Legende                                                          |
| Farbe    | Abkürzung          | Bedeutung                                                        |
| -------- | ------------------ | ---------------------------------------------------------------- |
| Gold     | –                  | Sieg                                                             |
| Silber   | –                  | 2. Platz                                                         |
| Bronze   | –                  | 3. Platz                                                         |
| Grün     | –                  | Platzierung in den Punkten                                       |
| Blau     | –                  | Klassifiziert außerhalb der Punkteränge                          |
| Violett  | DNF                | Rennen nicht beendet (did not finish)                            |
| Violett  | NC                 | nicht klassifiziert (not classified)                             |
| Rot      | DNQ                | nicht qualifiziert (did not qualify)                             |
| Rot      | DNPQ               | in Vorqualifikation gescheitert (did not pre-qualify)            |
| Schwarz  | DSQ                | disqualifiziert (disqualified)                                   |
| Weiß     | DNS                | nicht am Start (did not start)                                   |
| Weiß     | WD                 | zurückgezogen (withdrawn)                                        |
| Hellblau | PO                 | nur am Training teilgenommen (practiced only)                    |
| Hellblau | TD                 | Freitags-Testfahrer (test driver)                                |
| ohne     | DNP                | nicht am Training teilgenommen (did not practice)                |
| ohne     | INJ                | verletzt oder krank (injured)                                    |
| ohne     | EX                 | ausgeschlossen (excluded)                                        |
| ohne     | DNA                | nicht erschienen (did not arrive)                                |
| ohne     | C                  | Rennen abgesagt (cancelled)                                      |
| ohne     | keine WM-Teilnahme |                                                                  |
| sonstige | P/fett             | Pole-Position                                                    |
| sonstige | 1/2/3/4/5/6/7/8    | Punktplatzierung im Sprint-/Qualifikationsrennen                 |
| sonstige | SR/kursiv          | Schnellste Rennrunde                                             |
| sonstige | *                  | nicht im Ziel, aufgrund der zurückgelegten Distanz aber gewertet |
| sonstige | ()                 | Streichresultate                                                 |
| sonstige | unterstrichen      | Führender in der Gesamtwertung                                   |